# 가메시로촌
가메시로촌(亀代村)은 니가타현 기타칸바라군에 있던 촌이다.

## 역사
- 1889년 4월 1일 - 정촌제 시행에 수반해 기타칸바라군 가메시로촌이 성립하였다.
- 1955년 3월 31일 - 세이로촌과 합병해 새로운 세이로촌이 신설되어 소멸하였다.

## 참고문헌
- 『市町村名変遷辞典』東京堂出版、1990年。
- 『新潟県市町村区域及改称市町村名一覧表』関井常弥、1889年3月25日。
- 『全國市町村便攬　六版』全國教育圖書、1949年9月5日。